# Ramana Maharshi

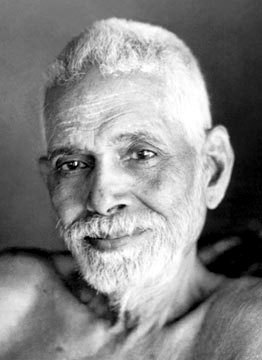
Ramana Maharshi

Ramana Maharshi (Tamil: ரமண மஹரிஷி; Sanskrit: रामण महर्षि - Maharshi bedeutet „Großer Weiser“, Geburtsname Venkataraman) (* 30. Dezember 1879 in Tiruchuli im südindischen Tamil Nadu; † 14. April 1950 in Tiruvannamalai, Indien) war ein indischer spiritueller Lehrer.
Ramana Maharshi lebte schweigend, antwortete aber auf Fragen spirituell Interessierter. Er war ein Vertreter des Advaita-Vedanta des 20. Jahrhunderts und empfahl Ratsuchenden, die nach einer Übung fragten, die Methode Atma Vichara, die Ergründung des Selbst auf Grundlage der Frage: „Wer bin ich?“. Dutzende westlicher Satsang-Lehrer berufen sich heute auf ihn und sehen in ihm ein Vorbild.

## Venkataramans Begegnung mit dem Tod
Im Alter von 16 Jahren hatte Venkataraman/Ramana laut seinen Erzählungen ein prägendes Erlebnis: Während einer heftigen Todesangst habe er sich mit der Frage beschäftigt, was im Tod stirbt. Er sei zu der Antwort gekommen, dass zwar der Körper sterben möge, jedoch nicht das Selbst bzw. dessen Bewusstheit. Später sagte er zu dem Erlebnis: „Das Selbst war etwas sehr Reales, das einzige Reale in meinem derzeitigen Zustand, und die gesamte bewusste Aktivität meines Körpers konzentrierte sich auf dieses Selbst. Seither ist die faszinierende Kraft dieses Selbst im Mittelpunkt meiner Aufmerksamkeit geblieben […]. Das Aufgesaugt-Sein in das Selbst dauert seitdem ohne Unterbrechung an. Andere Gedanken erscheinen und verschwinden wieder, ähnlich wie die Noten eines Musikstücks, aber das Selbst ist wie ein Grundton unter den anderen Noten stets vorhanden und mischt sich mit diesen. Auch wenn mein Körper vom Reden, Lesen oder was auch immer eingenommen ist, ist mein ganzes Sein nicht minder auf das Selbst zentriert. Vor dieser Krise vermochte ich das Selbst nicht klar wahrzunehmen, und ich fühlte mich nicht bewusst vom Selbst angezogen.“

## Tiruvannamalai
Sechs Wochen nach diesem Erlebnis machte Ramana sich auf den Weg zu dem von Hindus als heilig angesehenen Berg Arunachala, wo er den Rest seines Lebens verbrachte. Zunächst, so erinnern sich Zeitzeugen, habe er in einem unterirdischen verfallenen Schrein (Pathala Linga) des Arunachaleswara-Tempels in Tiruvannamalai gesessen und sei dort so im Samadhi versunken gewesen, dass er nicht bemerkt habe, wie sich Geschwüre und Eiter an seinen Schenkeln bildeten. Ein anderer Yogi, Sheshardi Swami, erkannte das Potenzial des jungen Yogi, holte ihn ans Tageslicht und kümmerte sich um seinen Körper. Bald darauf zog er auf den Berg um, wo er von 1899 bis 1916 die Virupaksha-Höhle bewohnte.
1898 erfuhr seine Mutter von seinem Aufenthaltsort und versuchte ohne Erfolg, ihn zum Heimkommen zu überreden. Ramana war bis zu dieser Zeit immer noch nicht bereit, sein Schweigen zu brechen, das er seit seinem Aufbruch zum Arunachala eingehalten hatte. Besucher konnten ihn aber dazu bringen, schriftlich Fragen zu beantworten. Das Buch Nan Yar (dt. „Wer bin ich?“) enthält diese Fragen und umfasst laut Ramanas Aussage die „volle Quintessenz“ dessen, was er sein Leben lang zu sagen gehabt hätte. Er bezeichnete es als „Selbstergründung“. Hier in der Virupaksha-Höhle, besuchte ihn auch der bekannte Sanskrit-Gelehrte Vasishta Ganapati Muni, der dem bis dahin Brahmana Swami (Brahmanen Swami) oder Mouna Swami (schweigender Swami) genannten den Namen Ramana Maharshi gab, zusammengesetzt aus seinem Geburtsnamen Raman und dem Ehrentitel Maharshi. Aus seinen Lehren verfasste er die Ramana Gita und machte ihn in Indien einem größeren Kreis gegenüber bekannt.
Von 1916 bis 1922 wohnte Ramana mit Anhängern und seiner Mutter im Skandashram, der sich etwas oberhalb der Höhle am Berg befindet. 1922 wurde seine Mutter krank und starb. Um das Grab der Mutter am Fuß des Berges entstand ein Ashram, in dem er von da an lebte. Der Ashram wuchs und zog viele Gäste zu einem Darshan, einer Begegnung mit Ramana, an. Zu den Besuchern zählten religiös oder politisch bekannte Personen sowohl aus Indien als auch aus Europa. So waren etwa W. Somerset Maugham und Paul Brunton unter den Gästen. Letzterer machte ihn mit seinem Buch A Search in Secret India (1934) im Westen einem größeren Publikum bekannt.
Im Jahr 1949 wurde an seinem Arm ein Krebsgeschwür entdeckt. Ramana ließ vier Operationen über sich ergehen, weigerte sich aber, den Arm amputieren zu lassen. Als er am 14. April 1950 starb, versicherte er den Zurückbleibenden: „Das was ich bin, kann nicht sterben, weil es nie geboren wurde.“

## Ramanas Lehre
Die Lehre von Ramana Maharshi fußt auf der Idee, dass eine Erkenntnis der wahren, göttlichen Natur des Menschen (dem „Selbst“) von seinem Verstand verschleiert wird. Nahezu alle Verstandestätigkeiten, ob bewusst oder unbewusst, dienen dem Errichten und der Aufrechterhaltung eines persönlichen Zentrums, der „Ich“-Vorstellung. Ein Hauptaugenmerk der spirituellen Praxis (Sadhana) soll darauf liegen, den illusorischen Charakter dieses Zentrums offenzulegen. Wenn es vollständig zusammenbricht, kommt das eigentliche Selbst dauerhaft zum Vorschein.
Am häufigsten empfahl Ramana Atma Vichara – die Erforschung des Selbsts – sowie Bhakti – die Hingabe an Gott.
Atma Vichara (Atma = Seele, „Selbst“, Vichara = Befragung, Erforschung, Ergründung) ist eine Methode, die Ramana während seiner Zeit als junger Höhleneremit entwickelte und oft als den direktesten Weg zur „Vernichtung“ des Ichs bezeichnete. Ihre Ausübung ist ohne Einweihung oder Führung durch einen Lehrer möglich und kann auch im Alltag jederzeit erfolgen. Dabei soll durch ständig wiederholtes Fragen nach dem Ursprung der Ich-Vorstellung und Konzentration auf das „spirituelle Herz“ (Hridaya) – zwei Fingerbreit nach rechts von der Mitte der Brust entfernt – bis in das Selbst vorgedrungen werden: „Du […] glaubst, dass du der Geist bist. Der Geist ist aber nichts anderes als die Gedanken. Hinter jedem einzelnen Gedanken steht ein Hauptgedanke, das »Ich«, das du selbst bist. Wir wollen dieses »Ich« den ersten Gedanken nennen. Halte dich an diesem Ich-Gedanken und frage, was er ist. Wenn diese Frage an dir an Kraft gewinnt, kannst du an nichts anderes mehr denken. Wenn du ernsthaft nach dem Selbst suchst, verschwindet der Ich-Gedanke. Etwas Tieferes nimmt von dir Besitz, und das ist nicht das »Ich«, das die Suche begonnen hat. Es ist das wahre Selbst, die wahre Bedeutung von »Ich«. Es ist nicht das Ego. Es ist das höchste Sein. […] Dieses Forschen ist zwar zunächst auch ein mentaler, ein geistiger Vorgang, er zerstört aber auf Dauer alle mentalen Vorgänge einschließlich seiner selbst, so wie der Stock, mit dem der brennende Scheiterhaufen zurechtgeschoben wird, mit verbrennt, wenn das Feuer Holz und Leiche verzehrt. Damit erreicht man die Erkenntnis, die Verwirklichung des Selbst. Damit wird der illusorische »Ich«-Gedanke – das Empfinden, eine bestimmte Persönlichkeit zu sein – aufgelöst.“ (zitiert in Ebert 2003: 198).
Unter Bhakti versteht Ramana – anders als im landläufigen Sinne, nach welchem Bhakti die Verehrung eines persönlichen Gottes und den hingebungsvollen Dienst an ihm bezeichnet – das bedingungslose Ergeben an das Schicksal. Das funktioniert nur, wenn man jeglichen Glauben an Individualität und einen freien Willen loslässt: „Der andere Weg ist, das Ego zu töten, indem man sich völlig dem Herrn unterwirft, seine Hilflosigkeit erkennt und immerzu sagt: ‚Nicht ich, sondern Du, oh Herr!’, jeden Gedanken an ‚ich’ und ‚mein’ aufgibt und es völlig dem Herrn überlässt, was er mit einem tun mag. Die Hingabe ist nicht vollständig, solange der Verehrer dieses und jenes von dem Herrn will. Wahre Hingabe ist die Gottesliebe um der Liebe willen und um nichts anderes, nicht einmal um Erlösung zu erlangen.“ (zitiert in Devaraja Mudaliar: Tagebuch der Gespräche mit Ramana Maharshi. Books on Demand, 2011, S. 218). An anderer Stelle heißt es: „Weihe Ihm all deine Taten, wie immer du Ihn auch nennen magst. Bewahre Ihn immerwährend im Hintergrund. Dann wird das Empfinden ‚Ich bin der Handelnde’ wegfallen und dafür das Empfinden ‚Ich bin das Instrument des Herrn’ an seine Stelle treten.“ (Ramana Maharshi 2007: 28).

## Ramanas Schüler
Ramana hatte nie von sich selbst behauptet, ein Guru zu sein. Dennoch erklären viele seiner Schüler, ihn als Sat-Guru („vollkommen erleuchteter Meister“) zu erleben. Ganapati Muni, Annamalai Swami, und H. W. L. Poonja zählen zu diesen. H. W. L. Poonja gilt als der im Westen bekannteste Schüler.
Zudem beeinflusste er mit seiner Lehre unter anderem Eckhart Tolle und Ken Wilber.

## Filme
- Bertram W. Salzman: Abide as the Self – The Essential Teachings of Ramana Maharshi. Inner Directions, 1998. VHS, 60 Min.